# Cinema Teatro Aurora
Il Cinema Teatro Aurora è uno spazio polivalente comunale situato a Montecatini Val di Cecina, in provincia di Pisa.
Ubicato nel centro storico, l'edificio fa parte del complesso che, verso il 1860, fu donato alla Scuola Professionale Femminile della miniera di Montecatini per realizzarvi la propria sede. La Scuola utilizzò il teatro per la propria attività  filodrammatica e per feste da ballo.
Nel 1935-36 la sala venne ampiamente rinnovata in occasione della sua trasformazione in cinematografo. Nel corso di questi lavori venne allargato lo sfondato scenico e venne realizzata la cabina di proiezione esternamente alla facciata principale creando così una sorta di piccolo portico. Anche nel dopoguerra, prima della chiusura per motivi di inagibilità, la struttura è stata utilizzata prevalentemente come cinematografo e per feste da ballo.
Acquisita dall'Amministrazione Comunale, nel 1995 è stata sottoposta a un intervento di recupero che su progetto dell'architetto Marco Occhipinti ha portato all'attuale redazione. La riapertura al pubblico, dopo i recuperi del 1995, vide la gradita partecipazione del noto attore e regista Alessandro Benvenuti.
Attualmente è utilizzato dall'Amministrazione Comunale per la proiezione cinematografica nei mesi invernali e da altre associazioni per iniziative culturali.